# 大吻棘鰍
大吻棘鰍為輻鰭魚綱合鰓目刺鰍亞目刺鰍科的其中一種，分布於亞洲伊朗、巴基斯坦、孟加拉、尼泊爾、印度、斯里蘭卡、緬甸的淡水、半鹹水流域，體長可達63.5公分，棲息在流動緩慢的溪流、河口、湖泊、氾濫平原及沼澤，夜間活動，屬肉食性，以蠕蟲、昆蟲等為食，可做為食用魚。